# Metal Slug 6
Metal Slug 6 (メタルスラッグ 6 Metaru Suraggu 6?) es un videojuego que forma parte de la saga Metal Slug. Fue estrenado en arcade el 24 de febrero de 2006 y después portado para la consola PlayStation 2 el 19 de septiembre de 2006. También forma parte del Metal Slug Anthology para Wii, PlayStation 2, PlayStation 4 y PlayStation Portable y de Metal Slug Collection PC lanzado en 2009 para Microsoft Windows. Metal Slug 6 es el primer juego de esta saga que no tiene versión para la consola Neo-Geo (siendo este lanzado en exclusiva de arcade para el sistema Atomiswave de Sammy Corp.). Incluye nuevos personajes como Clark Still y Ralf Jones (procedentes del videojuego Ikari Warriors, pero mayormente reconocidos del juego The King of Fighters) como refuerzos de lujo, así como armas y vehículos.

## Argumento
Hay rumores de que Morden sigue vivo y de que ha reunido de nuevo a su antiguo ejército. La armada regular es enviada a investigar. Paralelamente un meteorito gigante cae en la tierra. Los halcones peregrinos confirman y avisan a los Gorriones y al Ikari Team que se trata del Gral. Donald Morden. Se descubre también que éste forma una base subterránea en el cráter. Ha reunido tecnología Ptololemaica, tecnología alienígena aplicada (Amadeus), SV001 y SV002 formando un ejército devastador de BOSS.
Además, se ha aliado de nuevo a los Marcianos, pese a que le habían traicionado 8 años antes y secuestrado hace 6, estropeando sus planes de dominación mundial.
En el final de la segunda misión el jugador es capturado nuevamente por los marcianos que lo habían hecho en Metal Slug 3 en la última misión, pero mientras los Marcianos y Morden son atacados por otra raza de alienígenas procedentes del meteorito, el jugador consigue liberarse de los aros que le lanzan. Se muestra un clip de soldados rebeldes sacando a "Root Mars" del fondo del mar con ayuda de los Marcianos debido a que el líder de los marcianos fue derrotado por el jugador hace mucho tiempo y Rootmars cayó al mar. También son atacados antes de sacar por completo a "Root Mars". vemos también que llegan 2 de los nuevos aliens que se llevan a 2 marcianos y se los van comiendo, llega otro alien y le propina un golpe al General Morden y este cae al suelo, y finalmente Rootmars, logra salir del mar, no lo volvemos a ver, sino hasta la misión 4, cuando parece que éste captura al jugador pero no, Rootmars ayuda al jugador a acabar con la nueva amenaza alienígena, esta vez, Rootmars tiene 2 disparadores a un lado de su cerebro, con ellas les dispararás a los aliens nuevos, si se acercan muchas cosas más, utiliza sus ondas cerebrales para acabarlos con facilidad, pero trata de no usarla tanto.
En cada versión anterior del juego terminaba enfrentándose con un enemigo de cierto nivel de tecnología, resistentes, de posiciones estratégicas, fuego cruzado, emboscadas y persecuciones por misión. En Metal Slug 6 el jugador se enfrentará a todos los niveles más a una nueva modalidad de ataque que es el de masas, al mismo tiempo.
No habrá alianzas esta vez para defender el planeta, salvo las últimas misiones, pues para este punto entre los Gorriones y en mayor parte por los nuevos alienígenas más de la mitad de la armada regular y rebelde han sido aniquiladas (sin contar que los marcianos de Mars People entran en pánico ante la presencia de los nuevos alienígenas y se paralizan). Vemos que en la última misión los soldados rebeldes se unen al jugador, para ayudarlo a acabar con la nueva raza de alienígenas, después los marcianos son hechos prisioneros por los aliens y el jugador los libera uno por uno, al final te enfrentarás con el líder de los nuevos aliens, un gigantesco monstruo de color gris con negro, con cara de calavera y enormes dientes; éste rompe los pisos con una energía azulada.

## El juego
Metal Slug 6 regresa a la alianza rebelde-marciana mostrada en Metal Slug 2 y 3, pero en una escala mayor. A diferencia de los juegos nombrados en el que los marcianos traicionan a los rebeldes y éstos se unen al jugador en turno, ambas facciones se unen al jugador debido a una amenaza mayor, más tarde los marcianos y los rebeldes soldados se unirían de nuevo.
Hay dos modalidades que se pueden escoger al inicio del juego: Fácil y difícil. El modo fácil disminuye la dificultad del juego y se cambia el arma principal del jugador por una Heavy Machine Gun (ametralladora pesada, con munición infinita); sin embargo, el juego finaliza antes de la quinta y última misión. 
A su vez, en este juego se agregan nuevos vehículos (Donkey Slug un burrito al que se le puede acoplar un cañón, pudiendo llegar a lugares más altos; Slug Digger, Slug Gunner y el Slug Gunner Prototype), como nuevas armas, el Zantetsu Sword [Z], que es un arma de melé que emite una gran energía y puede neutralizar ataques enemigos. También se agrega la capacidad de poseer dos armas, para lo que se agrega un botón más.
Al final de la misión 4 se puede tomar una ruta alternativa donde se puede montar a rootmars (jefe final de Metal Slug 3) en lugar del Slug Flyer. Al elegir esa ruta, tras derrotar al jefe final rootmars es el que te salva en lugar del general Morden.

## Personajes
El número de personajes jugables se ha ampliado por primera vez desde Metal Slug 2; al equipo original de Marco Rossi, Tarma Roving, Eri Kasamoto y Fio Germi se unen los recién llegados Ralf Jones y Clark Still conocidos principalmente por el videojuego The King of Fighters y protagonistas de Ikari Warriors.
Por primera vez, cada personaje jugable posee atributos propios. La cantidad de munición recibida de las armas, la capacidad defensiva de los vehículos y la velocidad de carrera varían de un personaje a otro, cada uno de los cuales posee una habilidad especial:

### Marco Rossi
- Estilo de juego: Estándar
- Característica especial:
  - Su arma predeterminada (Pistola en Difícil, Ametralladora Pesada en Fácil) tiene el doble de la fuerza ordinaria.
  - Reflejos más rápidos.

### Tarma Roving
- Estilo de juego: Defensivo
- Característica especial:
  - Cualquier vehículo que aborde tiene un 50% más resistencia y el efecto de los potenciadores se duplica.
  - La vulcan de cualquier SV obtiene más cadencia de tiro.

### Ralf Jones
- Estilo de juego: Ataque
- Característica especial:
  - Resiste dos impactos de fuego enemigo antes de morir.
  - La velocidad de ataque cuerpo a cuerpo se duplica, a costa de reducir a la mitad los suministros de armas y granadas.
  - Puede dañar vehículos de mayor tamaño cuerpo a cuerpo
  - A + D realiza su Vulcan Punch (usado en The King of Fighters).

### Eri Kasamoto
- Estilo de juego: Agresivo
- Característica especial:
  - Obtiene el doble de granadas al reaparecer, iniciar misión y por cada caja con suministros.
  - Al lanzar granadas puedes apuntar con el Joystick en cualquier dirección.

### Clark Still
- Estilo de juego: Defensivo
- Característica especial: 
  - Obtiene más puntos al eliminar enemigos.
  - A + D libera su ataque cuerpo a cuerpo con el que obtiene invulnerabilidad temporal.

### Fiolina "Fio" Germi
- Estilo de juego: Estándar
- Característica especial: 
  - Inicia cada misión con Heavy Machine Gun (Big Heavy Machine gun, en modo Fácil)
  - Sus armas de repuesto se incrementan en un 50%.